# 河西力雄
河西 力雄（明治45年（1912年）1月22日 - 没年不明）は日本の政治家。元鳥取県警部補。元境町会議員、境港市会議員。

## 経歴
鳥取県東伯郡三朝町大瀬出身。
倉吉造士学館卒。
昭和36年（1961年）9月、境港市議会副議長。
昭和41年（1966年）9月、境港市議会議長。

## 人物像
趣味は読書、釣。宗教は本門佛立宗。住所は境港市相生町。

## 叙位叙勲
- 昭和57年（1982年）4月29日 - 勲四等瑞宝章受章[3]。

## 家族 親族

### 河西家
（鳥取県東伯郡三朝町大瀬、境港市相生町）
- 妻・富江（美保関町片江、野々内熊四郎の長女[1]）

明治43年（1910年）9月生～没
- 娘[1]